# Grambow (Pomerania Occidental-Greifswald)
Grambow es un municipio situado en el distrito de Pomerania Occidental-Greifswald, en el Estado federado de Mecklemburgo-Pomerania Occidental (Alemania). Tiene una población estimada, a fines de 2019, de 853 habitantes.
Está ubicado junto a la frontera con Polonia.